# Stefan Kazakow
Stefan Kazakow, bułg. Стефан Казаков – bułgarski kierowca i pilot rajdowy, kierowca wyścigowy.

## Życiorys
Jako pilot debiutował w 1981 roku u boku Atanasa Mitewa. Załoga uczestniczyła w mistrzostwach Europy oraz Pucharze Pokoju i Przyjaźni. W 1983 roku pilotował Iliję Czubrikowa w Renault 5 Turbo. Załoga w ramach mistrzostw Europy m.in. wygrała klasę w Rajdzie Škody oraz zajęła piąte miejsce w klasyfikacji generalnej Rajdu Dunaju. W tym samym roku Kazakow został wcielony do reprezentacji Bułgarii na wyścigowy Puchar Pokoju i Przyjaźni. Bułgar zajął wówczas piętnaste miejsce na torze Těrlický okruh. Rok później m.in. był dziewiąty w Albenie. W latach 1987–1988 zajmował szóste miejsce w Bułgarskiej Formule Easter. W dalszych latach kontynuował karierę pilota rajdowego takich kierowców, jak Pejczo Pejczew, Dimityr Georgiew, Julian Nikow, Todor Todorow czy Krasimir Kandilarow.

## Wyniki
| Legenda oznaczeń w tabelach wyników Wyświetl szablon na nowej stronie | Legenda oznaczeń w tabelach wyników Wyświetl szablon na nowej stronie                                                                     |
| Oznaczenie                                                            | Wyjaśnienie |
| --------------------------------------------------------------------- | --- |
| Złoty                                                                 | Zwycięzca lub mistrzostwo |
| Srebrny                                                               | 2. miejsce lub wicemistrzostwo |
| Brązowy                                                               | 3. miejsce lub II wicemistrzostwo |
| Zielony                                                               | Ukończył, punktował (w klasyfikacji generalnej, gdy zdobył co najmniej jeden punkt na przestrzeni sezonu, poza trzema powyższymi opcjami) |
| Niebieski                                                             | Ukończył, nie punktował (w klasyfikacji generalnej, gdy nie zdobył co najmniej jednego punktu na przestrzeni sezonu)                      |
| Czerwony                                                              | Nie zakwalifikował się (NZ) |
| Czerwony                                                              | Nie prekwalifikował się (NPK) |
| Różowy                                                                | Nie ukończył (NU) |
| Różowy                                                                | Niesklasyfikowany (NS) (w klasyfikacji generalnej, gdy nie został sklasyfikowany w żadnym wyścigu sezonu)                                 |
| Czarny                                                                | Zdyskwalifikowany (DK) |
| Czarny                                                                | Wykluczony (WYK/EX) |
| Biały                                                                 | Nie wystartował (NW) |
| Biały                                                                 | Kontuzjowany (K/INJ) |
| Biały                                                                 | Wyścig odwołany (OD/C) |
| Bez koloru                                                            | Został wycofany (WYC/WD) |
| Bez koloru                                                            | Nie przybył (NP/DNA) |
| Bez koloru                                                            | Nie brał udziału w treningach (NT/DNP) |
| Bez koloru                                                            | Nie został zgłoszony (–) |
| Pogrubienie                                                           | Start z pole position |
| Kursywa                                                               | Najszybsze okrążenie wyścigu |
| †                                                                     | Nie ukończył, ale jego rezultat został zaliczony ze względu na przejechanie więcej niż 90% dystansu wyścigu.                              |
| *                                                                     | Sezon w trakcie |
| 1/2/3                                                                 | Punktowana pozycja w sprincie kwalifikacyjnym                                                                                             |
| Lista systemów punktacji Formuły 1                                    | |

### Puchar Pokoju i Przyjaźni
| Rok  | Samochód | Silnik | Wyniki w poszczególnych eliminacjach | Wyniki w poszczególnych eliminacjach | Wyniki w poszczególnych eliminacjach | Wyniki w poszczególnych eliminacjach | Wyniki w poszczególnych eliminacjach | Wyniki w poszczególnych eliminacjach | Pkt. | Msc. |
| ---- | -------- | ------ | ------------------------------------ | ------------------------------------ | ------------------------------------ | ------------------------------------ | ------------------------------------ | ------------------------------------ | ---- | ---- |
| 1983 |          |        |                                      | Czechosłowacja                       |                                      | Polska                               |                                      |                                      | 30   | 32   |
| 1983 |          |        | -                                    | 15                                   | -                                    | -                                    | -                                    |                                      | 30   | 32   |
| 1984 |          |        | Czechosłowacja                       | Polska                               |                                      |                                      |                                      |                                      | 36   | 29   |
| 1984 | MTX      | Łada   | -                                    | -                                    | -                                    | -                                    | NU                                   | 9                                    | 36   | 29   |
| 1985 |          |        | Czechosłowacja                       | Polska                               |                                      |                                      |                                      |                                      | 51   | ?    |
| 1985 | MTX 1-06 | Łada   | 20                                   | -                                    | 19                                   | -                                    | -                                    |                                      | 51   | ?    |
| 1989 |          |        | Polska                               |                                      |                                      |                                      |                                      |                                      | 31   | 26   |
| 1989 |          |        | 14                                   | -                                    | -                                    | -                                    |                                      |                                      | 31   | 26   |

### Bułgarska Formuła Easter
| Rok  | Zespół        | Samochód | Silnik | Wyniki w poszczególnych eliminacjach | Wyniki w poszczególnych eliminacjach | Wyniki w poszczególnych eliminacjach | Pkt. | Msc. |
| ---- | ------------- | -------- | ------ | ------------------------------------ | ------------------------------------ | ------------------------------------ | ---- | ---- |
| 1987 |               |          |        |                                      |                                      |                                      | 16   | 6    |
| 1987 | Awtotransport |          |        | 5                                    | 5                                    | -                                    | 16   | 6    |
| 1988 |               |          |        |                                      |                                      |                                      | 14   | 6    |
| 1988 | Awtotransport |          |        | 3                                    | 9                                    | -                                    | 14   | 6    |